# Ukrainas nationella vetenskapsakademi
Ukrainas nationella vetenskapsakademi (ukrainska: Національна академія наук України, Natsionalna akademija nauk Ukrajiny) är en självständig vetenskapsakademi i Ukraina som finansieras av staten. Akademin delar bland annat ut Boholjubovpriset och Vernadskyj-guldmedaljen.

## Historia
Akademin grundades den 27 mars 1918 under namnet Ukrainas vetenskapsakademi (ukr. Українська академія наук). Mellan 1921 och 1936 kallades den Hela Ukrainas vetenskapsakademi (ukrainska: Всеукраїнська академія наук), och under perioden 1936–1991 bar den namnet Ukrainska SSR:s vetenskapsakademi (ukrainska: Академія наук Української РСР). Efter Ukrainas självständighet 1991 återtogs det ursprungliga namnet, och sedan 1994 används den nuvarande benämningen.
Den ursprungliga akademin bestod av tre institut: historia och filosofi, fysik och matematik samt sociala och ekonomiska vetenskaper. Under sovjettiden fungerade den som en regional avdelning av Sovjetunionens vetenskapsakademi. Sedan 1992 är akademin medlem i Internationella vetenskapsrådet.

Akademins byggnad på en 1000-hryvnjasedel

Akademins huvudbyggnad, där presidiet sammanträder, är avbildad på baksidan av 1000-hryvnjasedeln. På framsidan visas geologen Volodymyr Vernadskyj.
År 2020 valdes Anatolij Zahorodnyj till akademins president.

## Organisation
Akademin har 545 medlemmar. och är uppdelad i tre huvudavdelningar:
- Teknik, fysik och matematik
- Kemi och biologi
- Sociala vetenskaper och humaniora

Varje avdelning består av sektioner, vilka i sin tur omfattar  olika forskningsinstitut (antal inom parentes):
Avdelningen för teknik, fysik och matematik:
- Matematik (4)
- Datavetenskap (9)
- Mekanik (6)
- Fysik och astronomi (16)
- Geovetenskaper (14)
- Materialteknik och teknologi (14)
- Energiteknik (13)
- Kärnfysik och energi (6)

Avdelningen för kemi och biologi:
Kemi (13)
- Biokemi, fysiologi och molekylärbiologi (8)
- Allmän biologi (22)

Avdelningen för sociala vetenskaper och humaniora:
- Ekonomi (9)
- Historia, filosofi och juridik (18)
- Litteratur, språk och konst (9)